# Mariusz Podkościelny
Mariusz Podkościelny (Gdansk, Polonia, 29 de abril de 1968) es un nadador retirado especializado en pruebas de estilo libre. Fue medalla de bronce en las pruebas de 400 y 1500 metros libres durante Campeonato Europeo de Natación de 1991.
Representó a Polonia durante los Juegos Olímpicos de Barcelona 1992 y Seúl 1988.

## Palmarés internacional
| Campeonato Europeo de Natación | Campeonato Europeo de Natación | Campeonato Europeo de Natación | Campeonato Europeo de Natación |
| Año                            | Lugar                          | Medalla                        | Prueba                         |
| ------------------------------ | ------------------------------ | ------------------------------ | ------------------------------ |
| 1989                           | Bonn ( Alemania Occidental)    | Medalla de bronce              | 400 m libres                   |
| 1989                           | Bonn ( Alemania Occidental)    | Medalla de bronce              | 1500 m libres                  |